# Radovel'
Radovel' è un villaggio dell'Ucraina.